# Mutual Street Arena
Le Mutual Street Arena, connue à l'origine sous le nom d'Arena Gardens ou simplement The Arena, est une patinoire de hockey sur glace situé sur Mutual Street au sud de Dundas Street dans le Garden District (en) de Toronto, dans la province de l'Ontario au Canada. De 1912 à 1931 et l'ouverture du Maple Leaf Gardens, il s'agit du principal site de hockey sur glace de Toronto, hébergeant des équipes de l'Association nationale de hockey, de la Ligue nationale de hockey, de l'Association de hockey de l'Ontario et de la Ligue internationale de hockey. C'est la première patinoire des Maple Leafs de Toronto qui y ont évolué sous différents noms durant leurs quatorze premières saisons. L'Arena Gardens est la troisième patinoire du Canada à disposer d'une surface artificielle et la seule de l'est du pays durant les onze années qui suivent son ouverture. En 1923, les premières rencontres de hockey sur glace radiodiffusées y sont retransmises depuis.
L'Arena a également accueilli des concerts, des rassemblements et d'autres évènements sportifs, incluant de la boxe, du cyclisme, les Six jours de Toronto, de la lutte et du tennis. En 1962, il est reconverti avec des pistes de curling et une de patinage à roulettes et est renommé The Terrace. Le bâtiment est fermé et démoli en 1989 pour être remplacé par un complexe résidentiel et un parc.

## Historique
L'Arena Gardens est construit pour un coût de 500 000 $ CAN sur des plans de l'agence d'architecture Ross and McFarlane de Montréal,. Il est édifié sur le site du Mutual Street Rink, une patinoire utilisée principalement pour le curling et le patinage située entre Dundas et Shuter Street. Considéré comme la plus grande facilité couverte du Canada, il est la propriété de l'Arena Gardens of Toronto, Limited, dont le premier président est Henry  Pellatt.
L'Arena ouvre le 7 octobre 1912 avec une performance par l'orchestre de Nahan Franko, supporté avec un récital d'Alice Nielsen, soprano du Metropolitan Opera, du ténor Orville Harold et de chanteurs de la Boston Opera Company, le premier d'une série de concerts appelée le Toronto Music Festival,. Il est suivi le jour suivant par un récital de Johanna Gadski avec l'orchestre de Franko. Le festival continue toute la semaine et se conclut le 12 octobre avec un spectacle de Marie Dressler.

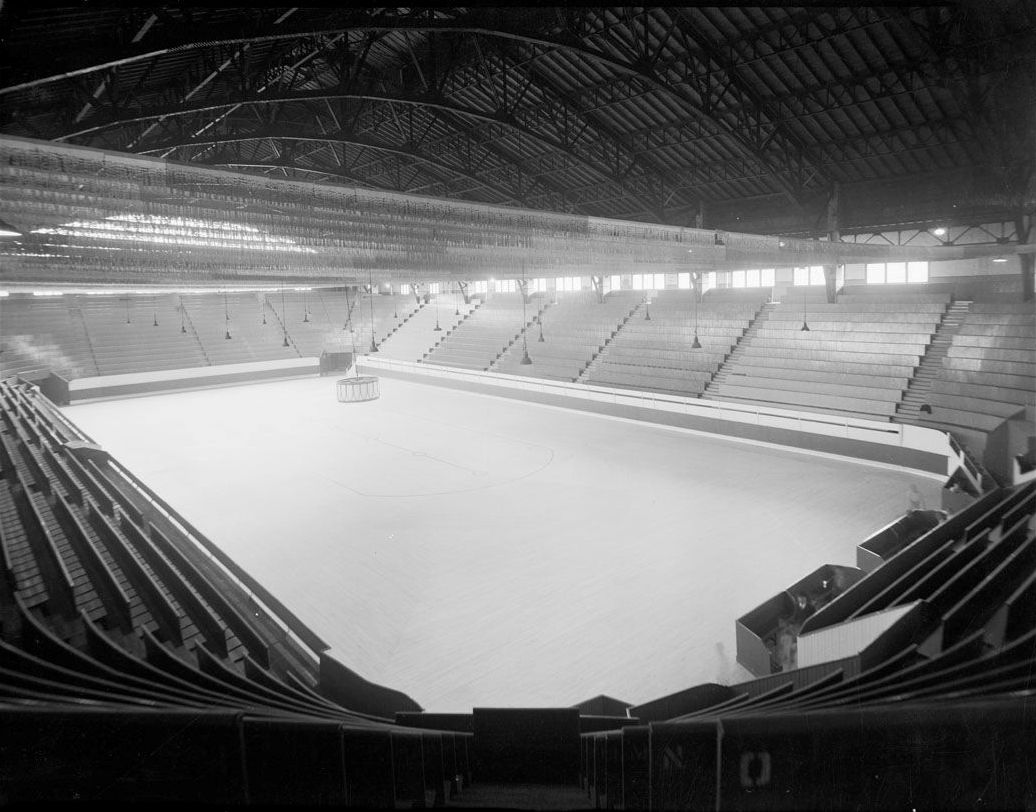
Intérieur de la Mutual Street Arena.

L'Arena Gardens est au départ la patinoire de deux nouvelles franchises de l'Association nationale de hockey (souvent désigné par le sigle ANH) : le Toronto Hockey Club et le Tecumseh Hockey Club. Des délais dans la construction forcent les deux équipes à ne pas faire leurs débuts pour la saison 1911-1912. Mal installés, les dix-neuf kilomètres de tuyaux sont démontés et réinstallés proprement en décembre 1912,,. La première partie de hockey sur glace professionnelle dans l'Arena a lieu le 21 décembre 1912, une rencontre amicale entre les Canadiens et les Wanderers de Montréal. Suivant cette partie, le joueur des Wanderers Sprague Cleghorn est suspendu pour quatre semaines et reçoit une amende de 75 $ CAN par l'ANH pour son agression sur Newsy Lalonde. La première rencontre officielle se tient le 25 décembre suivant entre les Torontos et les Canadiens, un succès 9-5 des Montréalais. Les Tecumsehs, renommés Ontarios en 1913 puis Shamrocks un an plus tard, évoluent à l'Arena Gardens avant d'être fusionnés avec les Torontos en 1915,. Au cours de la saison 1916-1917, le 228e bataillon de Toronto, une équipe de l'ANH composée de joueurs professionnels engagés dans l'armée, joue ses rencontres à l'Arena. Avec la suspension de l'ANH en 1917, la franchise professionnelle de Toronto dans la nouvelle Ligue nationale de hockey (souvent désigné par le sigle LNH) est opérée par l'Arena Gardens avant d'être vendue en 1919 pour devenir les Saint-Patricks de Toronto. Rachetée par Conn Smythe et renommée Maple Leafs en 1927, l'équipe continue de jouer à l'Arena Gardens jusqu'en 1931, année où elle s'installe au Maple Leaf Gardens. Jusqu'en 1923, l'Arena est la seule patinoire à l'est du Manitoba disposant d'une glace artificielle. Ainsi l'Arena est utilisé comme site neutre par d'autres équipes durant les premiers et derniers mois de la saison, lorsqu'il fait trop chaud pour obtenir une glace correcte.
1922 voit le premier évènement de lutte professionnelle organisé à l'Arena Gardens, un combat entre l'ancien champion du monde Stanislaus Zbyszko et le champion canadien George Walker. La lutte professionnelle reste à l'affiche de l'Arena jusqu'en 1938. Le promoteur Ivan Mickailoff y organise des combats chaque semaine à partir de 1929. Certains lutteurs qu'il présente à l'Arena inclut Strangler Lewis and Toots Mondt, ainsi que les champions du monde Gus Sonnenberg, Ed Don George, Henri Deglane, Jim Londos, Ali Baba, Vic Christie, Everett Marshall et Billy Weidner, qui ont tous défendu leur titre à l'Arena Gardens.
Le 8 février 1923, la première radiodiffusion d'un match de hockey sur glace est retransmise depuis l'Arena par la station de radio CFCA du Toronto Star. Norman Albert fait les commentaires au cours de la troisième période entre North Toronto et Midland. Le 14 février suivant, la troisième période d'une partie jouée à l'Arena entre les St. Pats et Sénateurs d'Ottawa sont les premières actions de la LNH à être radiodiffusées. Plus tard durant la saison, Foster Hewitt fait ses premières émissions depuis l'Arena Gardens, également sur CFCA. La finale de la Coupe Stanley est disputée à l'Arena à quatre reprises : 1914, 1918, 1920 et 1922. L'Arena a également accueilli la finale de la Coupe Memorial neuf fois entre 1919 et 1931 ainsi que plusieurs finales de la Coupe Allan.

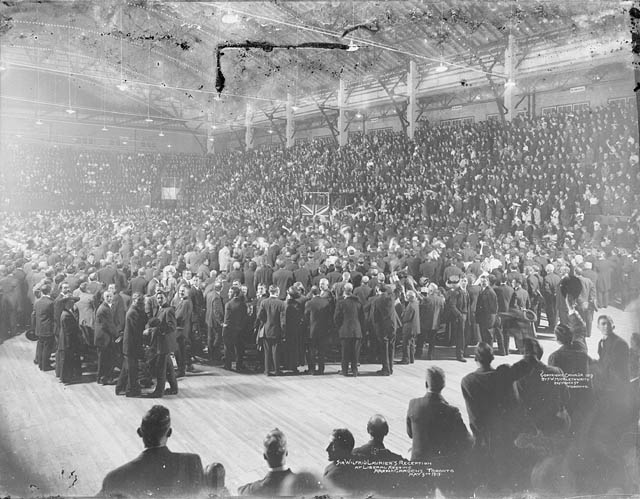
Meeting du Parti libéral du Canada au Arena Gardens en 1913.

Le bâtiment est aussi utilisé lors de rassemblements populaires. Le 5 mai 1913, un meeting du Parti libéral du Canada est organisé pour Wilfrid Laurier. Le 10 juin 1925, le service inaugural de l'Église unie du Canada y est tenu pour marquer l'union de l'Église presbytérienne, de l'Église méthodiste, de l'Union congrégationaliste et de l'Union locale des Églises.
Après le départ des Maple Leafs en 1931, l'Arena Gardens n'est plus utilisé pour accueillir du hockey sur glace professionnel, mais reste ouvert à d'autres sports, tels que la boxe, le cyclisme et le tennis, et autres formes de divertissements. En 1934, les revenus ne suivent plus avec les intérêts des obligations sur la propriété, l'impôt foncier et les frais d'exploitation de l'Arena. Les actionnaires envisagent alors de vendre l'Arena. En 1937, la société gérante compte 225 000 $ CAN en défaut sur les obligations ainsi que des arriérés de 16 000 $ CAN pour les années fiscales de 1933 et 1934 auxquels s'ajoutent ceux pour les années 1935 et 1936 d'une valeur similaire. La Mutual Street Arena est alors mis en vente par la Ville de Toronto.
En 1938, le bâtiment est loué à William Dickson qui le transforme en lieu de loisirs proposant du patinage sur glace en hiver et du patinage à roulettes en été. Cette même année, le nom est changé pour Mutual Street Arena. Glenn Miller et son orchestre s'y produisent en janvier 1942, son seul concert à Toronto. Frank Sinatra y fait sa première apparition dans la ville ontarienne en 1949. L'Arena accueille du roller hockey à partir de la fin des années 1940. Le premier salon nautique de la ville s'y tient en 1954, ainsi le théâtre en rond The Melody Fair.
Dickson achète l'Arena en 1945 qui reste au sein de sa famille durant les quarante-trois années qui suivent. L'Arena est rénové en 1962 pour un coût de 3 000 000 $ CAN, ajoutant des pistes de curling, un parking et une nouvelle façade. Le bâtiment est alors renommé The Terrace, un nom qu'il garde jusqu'à sa vente en 1988. Il ferme ses portes le 30 avril 1989 et est démoli quelques mois plus tard. Le site est converti en un complexe résidentiel avec une partie réservée pour un parc municipal. Le nom de Terrace est retenu pour l'un des immeubles. En 1992, une plaque commémorant l'Arena est posée dans la rue. En mai 2011, une demande pour changer le nom du parc de Cathedral Square Park pour celui de Arena Gardens est faite auprès de la Ville de Toronto.

## Quelques évènements notables
- 7-12 octobre 1912 : Ouverture avec le Toronto Music Festival.
- 14-19 mars 1914 : Finale de la Coupe Stanley entre les Torontos et les Aristocrats de Victoria.
- 20-30 mars 1918 : Finale de la Coupe Stanley entre les Arenas de Toronto et les Millionnaires de Vancouver.
- 30 mars-1er avril 1920 : deux rencontres de la finale de la Coupe Stanley entre les Sénateurs d'Ottawa et les Metropolitans de Seattle.
- 17-28 mars 1922 : Finale de la Coupe Stanley entre les St. Pats de Toronto et les Millionnaires de Vancouver.
- 8 février 1923 : Première radiodiffusion d'une partie de hockey sur glace.
- 14 février 1923 : Première radiodiffusion d'une partie de la Ligue nationale de hockey.
- 10 juin 1925 : Service inaugural de l'Église unie du Canada.